# Ballet de Monsieur
Le Ballet de Monsieur ou Ballet de Monseigneur, frère du Roi est un ballet de cour de Tristan L'Hermite mis en musique par Antoine Boësset, publié en 1627. Comme le Ballet des Dandins de 1626, il est dédié à Gaston de France frère de Louis XIII.

## Présentation

### Texte
Le Ballet de Monsieur est composé de vingt-six poèmes ou récits, mis en musique par Antoine Boësset.
Le ballet est représenté et publié en 1627.

## Postérité

### Éditions nouvelles
Le ballet est inclus dans le recueil des Ballets et mascarades de cour de Henri III à Louis XIV de Paul Lacroix, dit le Bibliophile Jacob.
Les poèmes sont réédités en 2002 dans le tome III des Œuvres complètes de Tristan L'Hermite.

### Œuvres complètes
- Jean-Pierre Chauveau et al., Tristan L'Hermite, Œuvres complètes (tome III) : Poésie II, Paris, Honoré Champion, coll. « Sources classiques » (no 42), 2002, 736 p. (ISBN 978-2-7453-0607-4)

### Anthologies
- Paul Lacroix, dit le Bibliophile Jacob, Ballets et mascarades de cour de Henri III à Louis XIV (1627-1633), t. 4, Paris, Slatkine, 1968 (1re éd. 1869), 338 p. (lire en ligne)

### Ouvrages cités
- Napoléon-Maurice Bernardin, Un Précurseur de Racine : Tristan L'Hermite, sieur du Solier (1601-1655), sa famille, sa vie, ses œuvres, Paris, Alphonse Picard, 1895, XI-632 p.
- Sandrine Berrégard, Tristan L'Hermite, « héritier » et « précurseur » : Imitation et innovation dans la carrière de Tristan L'Hermite, Tübingen, Narr, 2006, 480 p. (ISBN 3-8233-6151-1, présentation en ligne)
- Amédée Carriat, Tristan, ou L'éloge d'un poète, Limoges, Éditions Rougerie, 1955, 146 p.
- Doris Guillumette, La libre pensée dans l'œuvre de Tristan L'Hermite, Paris, Nizet, 1972, 205 p.